# Scapania sandei
Scapania sandei là một loài rêu trong họ Scapaniaceae. Loài này được Schiffner ex K. Müller mô tả khoa học đầu tiên năm 1905.